# Myofunktionelle Störung (orofacial)
Eine myofunktionelle Störung (MFSt) im Gesichtsbereich ist durch ein Muskelungleichgewicht vor allem der Zungen- und Lippenmuskulatur, aber auch weiterer Gesichtsmuskulatur gekennzeichnet. Typische Zeichen sind ein offener Mund, eine interdentale Zungenruhelage, ein Offener Biss und ein nach vorne gerichtetes Schluckmuster („Zungenpressen“/tongue thrust). Oft kommt es auch zu einer Dyslalie, besonders der Zischlaute.

## Geschichte
Am Übergang des 19. zum 20. Jahrhunderts rückte die wissenschaftliche Befassung mit dem Kauorgan, der Okklusion und dem Muskelapparat der Region in den wissenschaftlichen Focus. Der US-amerikanische Zahnarzt Edward H. Angle beschrieb 1907 kieferorthopädische Behandlungen beim Zungenpressen, die Phoniater Max Nadoleczny und Emil Fröschels sahen in den 1910er Jahren Zusammenhänge von gestörtem Muskeltonus, Zahnfehlstellungen und Dyslalie. Nach dem Zweiten Weltkrieg waren es vor allem US-amerikanische Forscher, die die Phänomene des „Zungenpressens“ (thongue thrust) wissenschaftlich beschrieben und Therapiekonzepte entwickelten. So fand die Beschäftigung mit dem Krankheitsbild zunächst innerhalb der Zahnmedizin und besonders bei Kieferorthopäden weitere Verbreitung, bis sich auch andere Disziplinen, besonders die Phoniatrie und Logopädie des Problems diagnostisch und therapeutisch (erneut) annahmen.

## Ätiologie
In einer Reviewarbeit werden folgende, mögliche ursächliche Faktoren beschrieben:
- Genetische Einflüsse (wenig erforscht)
- Falsch erlerntes Schluckmuster (z. B. Flaschenernährung vs. Stillen)
- unphysiolog. Kopf- und Körperhaltung beim Füttern des Säuglings
- Mundatmung (habituell oder organisch bedingt)
- Makro-, Ankyloglossie
- Tonsillenhyperplasie
- Skelettale Anomalien im Kiefer-/Gaumenbereich wie zum Beispiel die Lippen-Kiefer-Gaumenspalte
- Orale Habits (z. B. Daumenlutschen)
- nicht altersgerechte Nahrung
- sensorisch-taktile Einschränkungen
- weitere Krankheitsbilder (Syndrome,  cerebrale Bewegungsstörungen)

## Medizinische Relevanz
Aus einer US-amerikanischen Arbeit geht hervor, dass das Leitsymptom, der „Zungenstoß“ bei 50 % der US-amerikanischen 8-jährigen Kinder mit normaler Entwicklung vorhanden sei, der frontal offene Biss als zahnärztliches Hauptsymptom trete jedoch nur bei ca. 4 % der Kinder auf. Insofern werde gefragt, ob das Symptom eine Relevanz habe. Im Weiteren wird jedoch geschlussfolgert, dass eine gewisse Relevanz bestünde, eine Therapiekonsequenz jedoch nur bei Dysgnathie und Dyslalie vorläge. Es existieren viele Untersuchungen, vor allem aus dem zahnärztlichen und kieferorthopädischen Schrifttum, die den Zusammenhang der MFSt mit Zahn- und Kieferfehlstellungen dokumentieren und eine negative Folge auch im Zusammenhang mit Operationen einer Progenie beschreiben. Zum zweiten klassischen Auswirkungsbild, der Dyslalie, gibt es im Zusammenhang mit einer MFSt nur wenige neuere Arbeiten, die keine anderen Erkenntnisse im Vergleich zu den bis dato Veröffentlichten ergeben. In neuerer Zeit gibt es einige Publikationen zu „Randgebieten“ einer MFSt (Patienten mit zerebralen Bewegungsstörungen), bei denen eine therapeutische Verbesserung von Faktoren wie Schlucken, Sprechen, Artikulation stattfand.

## Diagnostik
Die klassische Diagnostik ist in erster Linie eine Blickdiagnostik. Typische Befunde sind (nicht alle Befunde sind stets vorhanden): offener Mund als Folge der reduzierten Lippenkraft, „Nadelkissenkinn“ durch unterstützende Aktivität des M.mentalis, interdentale Zungenruhelage, nach vorne gerichtete Zungenbewegung beim Schlucken (Zungenstoß, tongue thrust), Zahnfehlstellungen, ungeschickte Zungenmotorik, Verformungen des Hartgaumens. Oft besteht eine interdentale oder seitliche Zischlautbildung, sowie eine verwaschene, schlecht ausgeformte Artikulation. Zur Beurteilung der oralen Schluckphase dient die Palatographie (Aufbringen eines Farbstoffs auf die Zungenoberfläche, die Kontaktstellen am Gaumen nach dem Schlucken werden dokumentiert), und Sonographie vom Mundboden aus. Die früher verwendete Röntgendiagnostik ist wegen der Strahlenbelastung heute obsolet. Die Diagnostik sollte, je nach Ausprägung, interdisziplinär erfolgen.

## Therapie
- Myofunktionelle Therapie